# Maria Landini
Maria Landini (Amburgo, 1668 circa – Vienna, 22 giugno 1722) è stata un soprano italiano che iniziò la sua carriera come cantante alla corte della regina Cristina a Roma, ma fu attiva soprattutto  alla corte imperiale di Vienna dal 1711 fino alla sua morte.
Creò numerosi ruoli da soprano in opere e oratori di Fux, Caldara e il suo secondo marito, Francesco Bartolomeo Conti, all'epoca era il musicista più pagato di Vienna.

## Biografia
Sua madre, Francesca Portui, era la domestica della regina Cristina di Svezia ed era sposata con Francesco Landini, il capitano delle guardie di Cristina. Tuttavia, Francesco Landini non era il suo vero padre. Maria era nata da una relazione tra sua madre e il Marchese Orazio Del Monte, il ciambellano di Cristina. Secondo fonti del XVII secolo, nacque ad Amburgo, dove la corte di Cristina soggiornava periodicamente, sebbene la data della sua nascita sia stata variamente indicata come 1667, 1668 e 1670.
Maria trascorse tutta la sua infanzia e giovinezza alla corte della regina Cristina, dove si formò come cantante e fu conosciuta con il diminutivo di "Mariuccia". Verso la fine del 1680 ci sono fonti della sua esibizione regolare in serate musicali private alla corte della Regina Cristina a Roma. Cantava spesso insieme ad un'altra cantante preferita della regina, Angela Voglia (conosciuta come "La Giorgina").
Dopo la morte della regina Cristina, nel 1689, la Landini entrò al servizio di Sophia Charlotte di Hannover in Germania. Sposò un attore di nome "Chateauneuf", nel 1695, e talvolta cantò sotto il nome di "Landini di Chateauneuf" o nella sua versione italiana "Castelnovo".
Secondo il biografo di Francesco Conti, Hermine Williams, Castelnovo proveniva da una famiglia aristocratica e il suo nome completo era Mallo di Castelnuovo. Dal loro matrimonio nacquero tre figli: Ferdinando, Francesca e Caterina. La Landini fu attiva nei teatri lirici italiani dal 1698, quando era al servizio del duca di Mantova. La sua prima apparizione a Mantova fu nel 1698 in Il Trionfo di Camilla di Bononcini. Apparve anche a Venezia, Genova, Casale Monferrato, Livorno, Modena e Bologna prima di trasferirsi a Vienna nel 1710 dove divenne la prima donna del teatro di corte dell'Imperatore Carlo VI. Nel 1714, dopo la morte del suo primo marito, sposò Francesco Bartolomeo Conti nella Schottenkirche di Vienna. Nel suo testamento, scritto nell'anno precedente alla sua morte, chiese di essere sepolta nella Schottenkirche accanto al suo primo marito.
Nel 1725 Conti sposò Anna Maria Lorenzani che era succeduta alla Landini come prima donna alla corte imperiale.

## Ruoli creati
I ruoli creati da Maria Landini includono: 
- Clori in La decima fatica di Ercole di Johann Joseph Fux, Teatro di corte asburgico, Vienna, 1710
- Merope in Merope di Francesco Gasparini al  Teatro San Cassiano, Venezia, 26 dicembre 1711
- Dafne in Dafne di Johann Joseph Fux, teatro di corte degli Asburgo, Vienna, 1714
- Euridice in Orfeo ed Euridice di Johann Joseph Fux, teatro di corte degli Asburgo, Vienna, 1715
- Angelica in Angelica vincitrice di Alcina  di Johann Joseph Fux , teatro di corte asburgico, Vienna, 1716
- Ifigenia in Diana plaeata di Johann Joseph Fux, teatro di corte degli Asburgo, Vienna, 1717
- Lucinda in Don Chisciotte nella Serra morena di Francesco Bartolomeo Conti, teatro di corte degli Asburgo, Vienna, 6 febbraio 1719